# Gmina Giard

Położenie Gminy Giard w hrabstwie Clayton

Gmina Giard (ang. Giard Township) – gmina w USA, w stanie Iowa, w hrabstwie Clayton. Według danych z 2000 roku gmina miała 463 mieszkańców, a jej powierzchnia wynosi 94,62 km².